# Quercus conduplicans
Quercus conduplicans är en bokväxtart som beskrevs av Woon Young Chun. Quercus conduplicans ingår i släktet ekar, och familjen bokväxter. Inga underarter finns listade.